# Phyllachora dendritica
Phyllachora dendritica är en svampart som beskrevs av Cooke 1885. Phyllachora dendritica ingår i släktet Phyllachora och familjen Phyllachoraceae.   Inga underarter finns listade i Catalogue of Life.